# Výhonky

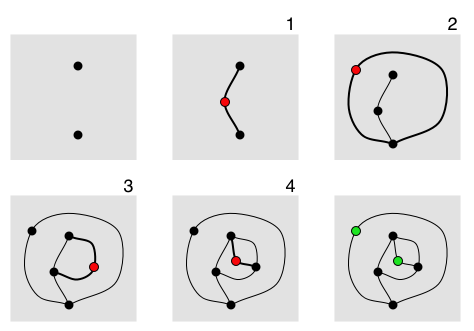
Hra dvou hráčů začínající dvěma body. Na začátku pátého tahu prohrává první hráč, protože jediné dva body s méně než třemi čárami už nelze spojit, aniž by čára překřížila starší čáry

Výhonky (původně anglicky sprouts, z toho česky také šprouti) je hra s tužkou a papírem pro dva hráče, kterou vymysleli v roce 1967 dva britští matematici, John Horton Conway a Mike Paterson.

## Pravidla
Na začátku hry je papír s předem domluveným počtem bodů. Hráči se pak střídají ve svých tazích. Tah hráče spočívá ve výběru dvou bodů (ne nutně různých), jejich spojení čarou a nakreslení nového bodu někde uvnitř nové čáry. Přitom nová čára nesmí překřížit žádnou ze starších čar a po jejím přidání nesmí vést do žádného bodu víc než tři čáry. Hráč, který podle těchto pravidel nemůže přidat novou čáru, prohrává.